# Josip Drmić
Josip Drmić (Freienbach, 1992. augusztus 8. –) svájci labdarúgó, a Dinamo Zagreb és a svájci válogatott csatára.

## Klub karrierje

### Ifjúsági csapatok
A horvát felmenőkkel rendelkező Drmić Svájcban, Schwyz kantonban, a Freienbach részét képező Bäch SZ-ben született 1992 nyarán. Gyermekkora óta focizik, eleinte szülővárosa klubjában és a Zürichi-tó túloldalán fekvő Rapperswil-Jona utánpótláscsapataiban edződött. A tehetséges támadóra hamar lecsaptak Svájc egyik nagy múltú együttesének, az FC Zürichnek a megfigyelői.

### FC Zürich
A Zürichnél végigjárta a korosztályos csapatokat, majd 2009-ben, 17 évesen bekerült a Zürich második számú csapatába, akikkel az idény végén a harmadosztály 3. helyén zárt. Eközben időnként szerepet kapott a nagy csapatnál is, 2009 júniusában egy barátságos mérkőzésen fél órát kapott a Schaffhausen ellen. A svájci első osztályban 2010. február 6-án, egy Neuchâtel Xamax elleni 0-0-s mérkőzésen debütált. A Zürich II-vel a következő idényt a második helyen zárta, ám 2011 tavaszától már rendre a nagy csapatnál is lehetőséget kapott. Első gólját egy Bellinzona elleni barátságos mérkőzésen szerezte. 2011 júliusában bemutatkozott az európai kupaporondon - a Standard Liège elleni BL-selejtezőn kapott pár percet. Szeptemberben, egy Grenchen elleni svájci kupa mérkőzésen két gólt is lőtt. Októberben a Lazio ellen bemutatkozhatott az Európa-liga csoportkörében. 2012. február 4-én, 19 évesen meglőtte első gólját a svájci első osztályban: a Luzern hálójába talált be. Az idényt végül 5 találattal zárta, ebbe az eredménybe beletartozott a Thun csapatának rúgott mesterhármasa is. A 2012-13-as szezonban a Zürich a bajnokság negyedik helyén végzett, emellett a svájci kupa elődöntőjéig jutott. Drmić 13 bajnoki gólt szerzett, a Lausanne és a Sion ellen duplázott. A 20 éves tehetséget 2013 nyarán a német Bundesliga egyik nagy múltú klubja, az 1. FC Nürnberg vásárolta ki 2,2 millió euróért.

### 1. FC Nürnberg
Drmić a bajnokság első fordulójában, félidei csereként debütált a Hoffenheim ellen. Második mérkőzésén, 2013. augusztus 18-án megszerezte első Bundesliga-gólját: a Hertha kapujába talált be jobb lábbal. Drmić villámrajtja meggyőzte az edzőt, az idény során rendre a kezdőcsapatban kapott helyet. Az őszi félszezon során 6-szor volt eredményes a nyeretlenségi átokkal sújtott Nürnberg színeiben. Februárban végül megtört a jég és Drmić duplájának köszönhetően a Nürnberg az idény során először bajnokit nyert. A svájci támadó a tavaszi félszezon során 11-szer volt eredményes, így 17 találattal a góllövőlista harmadik helyén zárt. A Hoffenheim mellett a Hertha és a Stuttgart ellen is két gólt szerzett. Remek szereplése ellenére az idény végén a Nürnberg kiesett a Bundesligából. A 21 éves tehetség iránt a Bayer Leverkusen és az Arsenal is élénken érdeklődött, Drmić végül a németeket választotta.

### Bayer Leverkusen
2014 nyarától Drmić a Bayer Leverkusen játékosa.

## Válogatottság
Drmić több svájci korosztályos válogatottban is szerepelt, tagja lett volna a 2009-ben világbajnokságot nyert U17-es csapatnak, ám nem kapta meg időben a svájci állampolgárságot.

Tagja volt a 2012-es londoni olimpián szereplő svájci olimpiai válogatottnak. A tornán a Mexikó és Dél-Korea elleni csoportmeccseken kapott összesen 50 percet.

2012. szeptember 11-én, Ottmar Hitzfeld edzősége alatt, egy Albánia elleni vb-selejtezőn mutatkozott be a felnőtt válogatottban. A 90. percben állt be csereként. Első felnőtt válogatott-gólját 2014 márciusában Horvátország ellen szerezte, később még ugyanezen a mérkőzésen még egyszer betalált.

Tagja volt a 2014-es világbajnokságon a nyolcaddöntőig jutó svájci válogatottnak. A csapat mind a négy mérkőzésén szerepet kapott, a Honduras elleni csoportmérkőzés során két gólpasszt is adott.

### Válogatott góljai
| #  | Időpont            | Helyszín                                | Ellenfél      | Gólok | Eredmény | Kiírás               |
| -- | ------------------ | --------------------------------------- | ------------- | ----- | -------- | -------------------- |
| 1. | 2014. március 5.   | AFG Arena, St. Gallen, Svájc            | Horvátország  | 1–0   | 2-2      | Barátságos mérkőzés  |
| 2. | 2014. március 5.   | AFG Arena, St. Gallen, Svájc            | Horvátország  | 2–1   | 2-2      | Barátságos mérkőzés  |
| 3. | 2014. május 30.    | Swissporarena, Luzern, Svájc            | Jamaica       | 1–0   | 1-0      | Barátságos mérkőzés  |
| 4. | 2014. november 15. | AFG Arena, St. Gallen, Svájc            | Litvánia      | 1-0   | 4-0      | 2016-os Eb-selejtező |
| 5. | 2014. november 18. | Stadion Miejski, Wrocław, Lengyelország | Lengyelország | 0–1   | 2-2      | Barátságos mérkőzés  |

## Sikerei, díjai
Dinamo Zagreb
- Horvát szuperkupa: 2022